# Хркановци Ђаковачки
Хркановци Ђаковачки су насељено место у саставу општине Трнава у Осјечко-барањској жупанији, Република Хрватска.

## Историја
До територијалне реорганизације у Хрватској налазили су се у саставу старе општине Ђаково.

## Становништво
На попису становништва 2011. године, Хркановци Ђаковачки су имали 136 становника.

## Попис1991.
На попису становништва 1991. године, насељено место Хркановци Ђаковачки је имало 288 становника, следећег националног састава:
| Попис 1991.‍ | Попис 1991.‍ | Попис 1991.‍ | Попис 1991.‍ | Попис 1991.‍ |
| ----------- | ----------- | ----------- | ----------- | ----------- |
|             |             |             |             |             |
| Срби        | Срби        |             | 238         | 82,63%      |
| Хрвати      | Хрвати      |             | 48          | 16,66%      |
| Мађари      | Мађари      |             | 1           | 0,34%       |
| Црногорци   | Црногорци   |             | 1           | 0,34%       |
| укупно: 288 |             |             |             |             |